# Les Musiciens (film)
Pour plus de détails, voir Fiche technique et Distribution.
Les Musiciens est une comédie dramatique française réalisée par Grégory Magne et sortie en 2025,.

## Synopsis
Astrid Carlson (Valérie Donzelli), fille d'un homme d'affaires et mécène décédé, s'est mis en tête de réaliser un des rêves que son père n’a pas pu réaliser avant de mourir : réunir quatre instruments stradivarius pour un concert unique sur une partition inédite d'un compositeur contemporain, Charlie Beaumont (Frédéric Pierrot). Elle est prête à se ruiner pour réaliser ce rêve, au grand dam de son frère, qui a pris la succession de son père dans l'affaire familiale. Mais au delà des instruments, un quatuor est aussi la réunion de quatre musiciens qui doivent s'écouter et constituer un ensemble. Les quatre musiciens d'exception réunis pour un concert unique et un enregistrement ont des personnalités fortes. Le film suit, durant les sept jours précédant le concert, leurs répétitions heurtées.

## Fiche technique
Sauf indication contraire, les informations mentionnées dans cette section peuvent être confirmées par les bases de données cinématographiques IMDb et Allociné,  présentes dans la section « Liens externes ».
- Titre original : Les Musiciens
- Réalisation : Grégory Magne
- Scénario : Grégory Magne et Haroun
- Musique : Grégoire Hetzel et Daniel Garlitsky
- Décors : Valérie Faynot
- Costumes : Bénédicte Mouret-Cherqui
- Photographie : Pierre Cottereau
- Son : Nicolas Cantin, Daniel Sobrino, Fanny Martin et Olivier Goinard
- Montage : Béatrice Herminie
- Production : Frédéric Jouve et Pierre-Louis Garnon
- Société de production : Les Films Velvet et Baxter Films
- Société de distribution : Pyramide Distribution
- Budget : 3,3 millions d'euros[4]
- Pays de production :  France
- Langue originale : français
- Format : couleur — 2,39:1 — son 5.1
- Genre : Comédie dramatique
- Durée : 102 minutes
- Dates de sortie :
  - France : 7 mai 2025
  - Suisse romande : 7 mai 2025

## Distribution
- Valérie Donzelli : Astrid Carlson
- Frédéric Pierrot : Charlie Beaumont
- Mathieu Spinosi : George Massaro, 1er violon
- Emma Ravier : Apolline de Castre, alto
- Daniel Garlitsky : Peter Nicolescu, 2e violon
- Marie Vialle : Lise Carvalho, violoncelle
- Valentin Pradier : Louis
- Nicolas Bridet : le frère d'Astrid
- François Ettori : le luthier
- Grégory Montel : le curé

## Sortie et accueil

### Accueil critique
Les critiques sont plutôt élogieuses. Ainsi Olivier Bellamy dans Le Point considère qu'il s'agit de « l’un des plus beaux films sur la musique ». Dominique Cresson a également aimé « un film qui comptera ». De son côté, Rafael Wolf, sur RTS, est plus nuancé : pour lui, la première partie du film est dominée par des clichés psychologiques et le film ne « trouve dans sa simplicité toute la beauté de son histoire » qu'à l'arrivée du personnage joué par Frédéric Pierrot ; dès lors, il révèle « une poésie aérienne ».

### Box-office
| Pays ou région | Box-office      | Date d'arrêt du box-office | Nombre de semaines |
| -------------- | --------------- | -------------------------- | ------------------ |
| France         | 308 858 entrées | en cours                   | 10                 |
| Total mondial  |                 | -                          | -                  |